# ريناتو أوغوستو
ريناتو أوغوستو (بالبرتغالية: Renato Augusto‏) (مواليد 8 فبراير 1988 في ريو دي جانيرو - البرازيل) لاعب كرة قدم برازيلي يلعب حاليا لصالح نادي الدرجة الأولى باير ليفركوزن الإلماني منذ 2008 في مركز الوسط المهاجم كما يجيد اللعب في مركز الجناح .

## روابط خارجية
- ريناتو أوغوستو على موقع الاتحاد الأوربي (الإنجليزية)
- ريناتو أوغوستو على موقع قاعدة بيانات كرة القدم.إي يو (الإنجليزية)
- ريناتو أوغوستو على موقع بيانات كرة القدم. دي إي (الألمانية)
- ريناتو أوغوستو على موقع ليكيب (الفرنسية)
- ريناتو أوغوستو على موقع ناشيونال فوتبول تيمز (الإنجليزية)
- ريناتو أوغوستو على موقع Soccerway.com (الإنجليزية)
- ريناتو أوغوستو على موقع عالم كرة القدم.نت (الإنجليزية)
- ريناتو أوغوستو على موقع كووورة
- ريناتو أوغوستو على موقع اللجنة الأولمبية الدولية (الإنجليزية)
- ريناتو أوغوستو على موقع أوليمبيديا (الإنجليزية)